# Léopold Houlé
Léopold Houlé est un dramaturge et essayiste québécois né en 1888 à Montréal et décédé en 1963 à Montréal.

## Biographie
Léopold Houlé est critique dramatique puis secrétaire et éditorialiste au journal La Patrie ; il sera plus tard publiciste à la Commission canadienne de la radio, et de 1936 à 1948 directeur des relations publiques pour la Société Radio-Canada,.
Son Histoire du théâtre au Canada publié en 1945 est le premier ouvrage sur le sujet.

## Publications

### Pièces de théâtre
- Le presbytère en fleurs, comédie en 2 actes et 1 prologue, 1929 ; publiée en 1933[3], jouée en 1943 par Les Compagnons de Notre-Dame[4].
- Matines et Laudes (du bal au cloître) : pièce en un acte, 1932.
- Clinique des mots, 1937.

### Essais
- L'histoire du théâtre au Canada : pour un retour aux classiques, Montréal, Fides, 1945, 170 p..
- « La radio », L'Action universitaire, vol. 8, no 7,‎ mars 1942, p. 11-14 et 22-23 (lire en ligne).
- « De la grandeur et de la misère du théâtre », Radiomonde Montréal, no 12,‎ 25 février 1950, p. 7.

## Distinctions
- 1935 - Prix de la langue-française de l'Académie française pour Le Presbytère en fleurs[5]
- 1940 - élu membre de la Société royale du Canada[6]
- 1945 - Prix David

L'avenue Léopold-Houlé de Montréal a été nommée en son honneur en 1982.